# Bò Kostroma
Bò Kostroma (tiếng Nga: костромская порода крупного рогатого скота, kostromskaya poroda krupnogo rogatogo skota, "giống bò Kostroma") là một giống bò Nga được phát triển trong nửa đầu của thế kỷ XX ở tỉnh Kostroma của khu vực Thượng Volga của Nga, dựa chủ yếu vào lai giống bò địa phương được cải thiện giống với bò nâu Thụy Sĩ, bò Allgau và bò đực Ayrshire. Chúng có ngoại hình tương tự như Bò nâu Thụy Sĩ, nhưng có đầu và cơ thể dài hơn với trán hẹp hơn.

## Hình thành giống
Hai đàn bò địa phương được cải thiện giống ở khu vực Kostroma, các đàn Miskov và Babaev, là cơ sở của giống bò này. Đàn Babaev đã được lai với bò đực Allgau từ miền nam nước Đức vào cuối thế kỷ XIX, và với Bò nâu Thụy Sĩ từ năm 1912. Từ năm 1920, lai tạo với Bò nâu Thụy Sĩ tiếp tục trên các trang trại của Nhà nước và một số bò đực Ayrshire đã được sử dụng. Năm 1940 năng suất sữa trung bình trong đàn của trang trại bang Karavaevo (ngày nay là Học viện Nông nghiệp Quốc gia Kostroma, Костромская государственная сельскохозяйственная академия) đạt 6310 kg. Loài này được công nhận bởi Ủy ban Nông nghiệp của Liên Xô ngày 27 tháng 11 năm 1944.

## Đặc điểm
Sản lượng sữa tiêu biểu là 3900–5000 kg với hàm lượng chất béo từ 3,7-3,9%; hàm lượng protein là 3,30-3,60%. Dưới sự quản lý chuyên nghiệp, bò Kostroma có thể sản xuất 6000 đến 8000 kg sữa cho mỗi lần cho con bú, và khoảng 10.000 con từ những con bò tốt nhất. Loài này cũng có đặc tính thịt bò tốt.